# St. Clair Pinckney
St. Clair Pinckney (17 de setembro de 1930 – 1º de fevereiro de 1999) foi um saxofonista que se apresentou com James Brown como membro da James Brown Orchestra e os The J.B.'s. Pinckney tocou saxofone tenor e saxofone barítono.
Sofrendo de problemas de saúde por anos, Pinckney deixou a banda de Brown em 1999, falecendo logo após.

## Discografia

### Álbums
- Private Stock - Ichiban Records – ICH 1036 (1989)[3]
- Do You Like It - Ichiban Records – ICH 1014 (1987)[4]

### Singles
- " Summer Breeze" / " Summer Breeze" Ichiban Records 129 (1988)
- "As We Lay" / "Last Train To Lakewood" - Ichiban Records 87 - 129
- "Do You Like It" / "As We Lay", "Shake You Down U" - Ichiban Records ICHT 701 (12")